# یهونا مهمی
یهونا مهمی (انگلیسی: Jehona Mehmeti؛ زادهٔ ۲۵ سپتامبر ۱۹۹۰) بازیکن فوتبال اهل سوئیس است.
وی همچنین در تیم ملی فوتبال زنان سوئیس بازی کرده‌است.